# Isola di Tarout
L'Isola di Tarout (in arabo جزيرة تاروت‎?) è un'isola del Golfo Persico appartenente alla provincia orientale dell'Arabia Saudita, collegata da due strade rialzate a Qatif. Si trova a 6 km dalla costa, ed è l'isola più lunga del Golfo Persico dopo l'isola di Qeshm, che si estende da Ra's Tannurah a nord di Qatif a ovest. L'isola ha una superficie di 70 chilometri quadrati e una popolazione (al 2010) di 77.757 abitanti. Contiene una serie di città e villaggi, tra cui la stessa Tārūt, Deyrah e Darīn.

## Storia
La storia di Tarout risale a prima del 5000 a.C. È considerata uno dei siti più antichi abitati dall'uomo, nonché una delle zone più antiche della penisola arabica.
Tarout era il cuore del regno di Dilmun e ha avuto un ruolo importante nella storia della regione dal 3000 a.C. L'insediamento umano in quest'area nel corso dei secoli è stato molto vasto e fino a tempi recenti ci sono state scoperte archeologiche.
L'isola ha avuto un ruolo significativo nell'attività commerciale in tutta la regione del Golfo Persico. Era un punto centrale per il commercio tra la Mesopotamia e lungo le zone costiere nell'est della penisola arabica. Le sue forti relazioni con molte delle aree urbanizzate lungo la regione erano ben note.
La pratica cristiana secondo la quale un matrimonio era valido solo se benedetto da un sacerdote fu per la prima volta incaricata da un sinodo di cristiani residenti nella regione tenuto a Darin nel 676 d.C. dal patriarca Giorgio I, vescovo capo della Chiesa d'Oriente, una delle due principali chiese della tradizione siriaca cristiana.

### Toponimo
L'antico nome arabo del luogo era apparentemente 'Ishtarut (عشتروت). Nella Geografia greca di Tolomeo è chiamata Tharrō (θαρρώ); su una carta della Geografia di Tolomeo pubblicata in latino nel 1578 appare come Tharro. Ishtarut o Ashtaroot significa amore e dio della guerra, come credevano i Babilonesi, i Cananei e i Fenici.
Nel Medioevo l'isola era spesso chiamata Dairin o Daryn, per via di una delle sue città. Darīn è in realtà il nome del suo porto principale e ci sono stati anche tentativi più moderni di ribattezzarla Darīn. Nell'isola fu firmato il trattato di Darin nel 1915 tra Ibn Saud e il Regno Unito.

## Archeologia

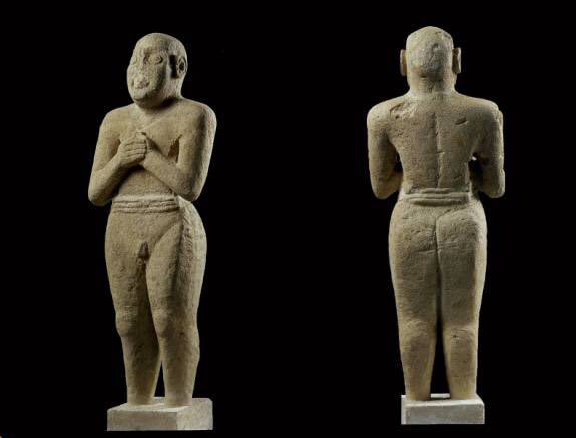
La statua del servo in adorazione (2500 a.C.)

I ritrovamenti archeologici indicano che l'isola fu abitata sin dal 5000 a.C. e in seguito fu la dimora della civiltà di Dilmun, accadici, assiri e persiani. Successivamente venne occupata dall'Impero Persiano, l'Impero Islamico; fu colonizzata dai portoghesi e successivamente fece parte dell'Impero ottomano.
Le collezioni più importanti trovate a Tarout furono una statua d'oro puro che rappresentava la dea Ashtaroot. La statua venne trovata posta a terra in uno dei palmeti di Tarout.
Ci sono molte altre statue, vasi di rame e ceramica e armi tradizionali trovate a Tarout che sono esposte nel Museo di Riyadh. Contiene anche un forte portoghese che si trova ad Al Deyrah. Il castello portoghese era stato costruito sulle rovine di precedenti insediamenti tra i quali uno dei più antichi risalente a oltre 5.000 anni fa.
Il sito è costituito dalla Fortezza di Al-Sheikh Muhammad bin Abdul Wahhab Al Fehani, nonché dalla Fortezza di Abu Al-leaf, che si trova tra Tarout e Al Qatif, oltre alle tre moschee su la vecchia strada da Al Qatif.
Nel 1959 un uomo che puliva una strada scoprì delle rocce con iscrizioni sabee. I reperti più famosi trovati su Tārūt sono stati portati alla luce dagli archeologi danesi nel 1968 e in seguito frammenti di ceramica risalenti al 4.500 a.C. e altri del 3000 a.C. Quando il comune di Qatīf volle costruire una strada rialzata per Tārūt nel 1962, presero la sabbia dalla collina conosciuta come Tell Rafī'ah e trovarono manufatti dell'età della pietra, tra cui ceramiche e una statua. L'ultima scoperta è stata nel 1993 su Tell Rafi'ah.
Molti vasi sono stati trovati scolpiti nella steatite, in particolare da Tell Rafī'ah; i disegni sono molto artistici e includono rappresentazioni di gatti, uomini nudi e motivi legati al mare e alla pesca. La fonte della steatite era in realtà nella Persia sud-occidentale, ma l'industria dell'intaglio sembra essere stata locale.
Tra le statue antiche scoperte a Tārūt c'è quella di un uomo nudo fatto di pietra grigio scuro. È stato trovato negli anni '50 da un uomo che arava il suo campo. È quasi certamente di origine sumera, sebbene sia stato trovato a circa 1000 chilometri dalla città sumera più vicina. È un oggetto di altissima qualità, ma è stato quasi distrutto dai superstiziosi abitanti del villaggio, che pensavano avesse qualcosa a che fare con gli spiriti (jinn), che quindi lo tagliarono a metà e lo decapitarono. È stato restaurato e oggi si trova al Museo nazionale di Riyadh.
A Khārijīyah nel nord di Tārūt sono state trovate anche molte statuette di argilla.

## Trasporti

### Porto marittimo
L'isola di Tarout rappresenta uno dei porti marittimi più importanti dell'Arabia Saudita.

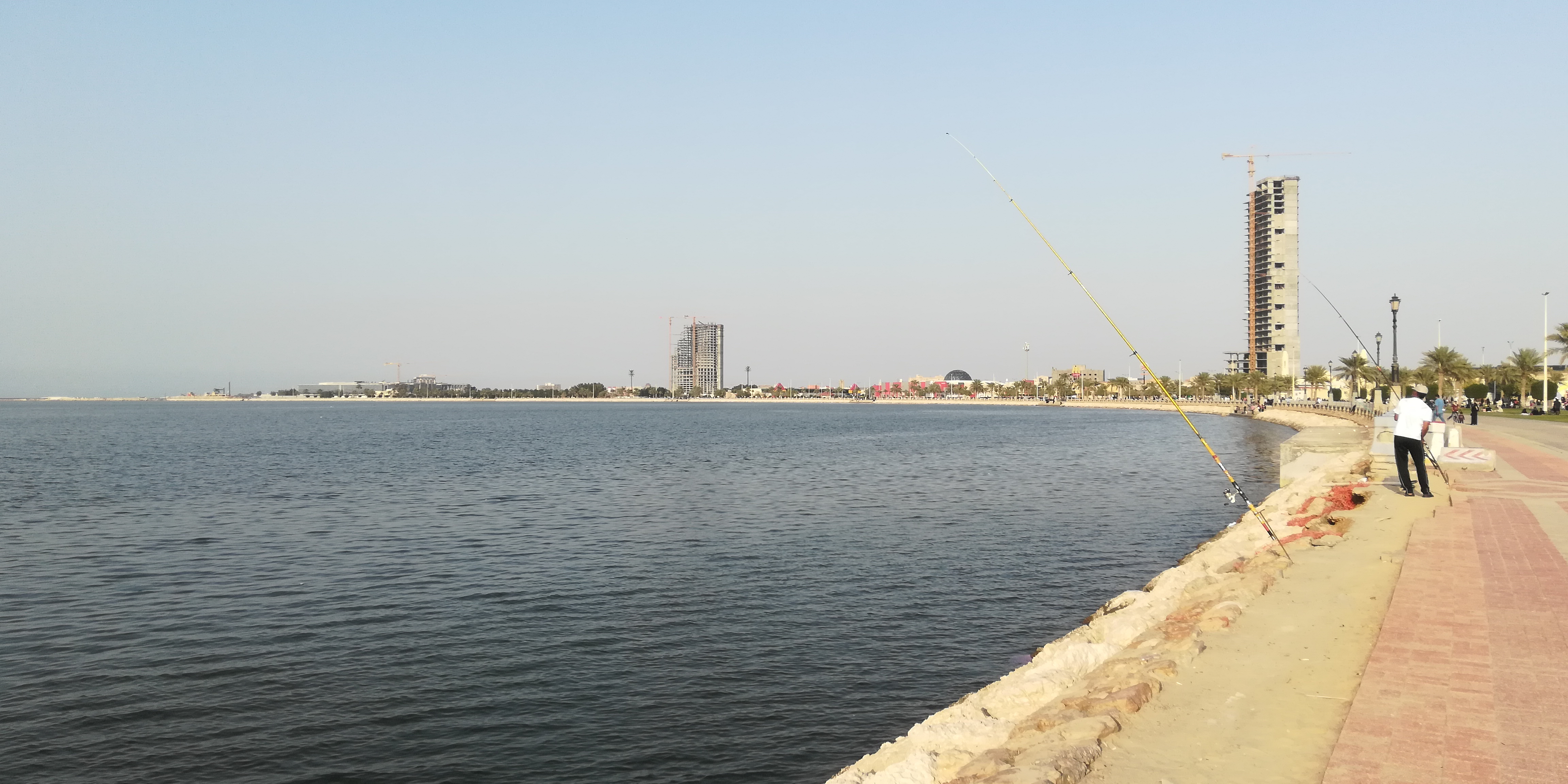
Costa della baia di Tarout

Nei tempi antichi, l'isola era un porto di mare vitale per ricevere barche dal Golfo Persico e dall'Oceano Indiano. Tarout era una metropoli dell'isola, che ha preso il nome dal suo castello, che si trova nel cuore dell'isola, circondato da piccoli villaggi.

## Castello di Tarout
Il castello di Tarout si trova nel centro dell'isola di Tarout, ai margini del villaggio di Al Deyrah. Il castello fu costruito nel periodo dal 1515 al 1521. Finora non si sa chi lo abbia costruito, anche se alcuni archeologi suggeriscono che sia stato costruito dai residenti di Qatif e Tarout per proteggerli dagli attacchi portoghesi, mentre alcuni ricercatori indicano che il castello fu costruito dai portoghesi per proteggersi dagli attacchi turchi, ma furono costretti a consegnarlo nel 1559 e si ritirarono dall'isola Tarout di all'isola di Awal, (oggi Bahrain).
Il castello è composto da 4 torri. Il suo cortile è un rettangolo con un profondo pozzo centrale che si ritiene fosse utilizzato per immagazzinare le provviste durante i periodi di blocco.

## Attrazioni
- Forte storico di Tarout storico
- Aeroporto Al Rafiea (1911-1932) ; costruito nel 1911 durante la prima guerra mondiale dall'Impero britannico[9]
- Fortezza di Abu Al-leaf costruita nel XVI secolo dai portoghesi; distrutto dall'Impero britannico nel 1866[10]
- Porto marittimo di Darin
- Forte storico di Darin
- Case tradizionali
- Moschea di Al Khudar
- Cornice di Darin
- Cornice di Sanabis
- Cornice Al Zoor
- Centro visitatori di fronte al porto di Darin e sul lato sinistro delle rovine del palazzo. È un museo di una casa tradizionale (200 anni).

## Principali villaggi
- Al Rabieia
- Al Zoor
- Dareen
- Al Deyrahè il centro di Tarout che rappresenta un importante centro amministrativo dei villaggi durante diversi periodi. Il quartiere della contea di Al Dira è il quartiere più antico dell'isola risalente all'epoca fenicia.
- Sanabes
- Fariq Al Atrish